# Epimedium ecalcaratum
Epimedium ecalcaratum là một loài thực vật có hoa trong họ Hoàng mộc. Loài này được G.Y.Zhong mô tả khoa học đầu tiên năm 1991.